# Equacions integrals de Volterra
En matemàtiques, les equacions integrals de Volterra són un tipus especial d'equacions integrals. Es divideixen en dos grups denominats primer i segon tipus.

## Definició
Una equació lineal de Volterra del primer tipus és:
{\displaystyle f(t)=\int _{a}^{t}K(t,s)\,x(s)\,ds}
on ƒ és una funció donada i x és una funció desconeguda per resoldre.
Una equació lineal de Volterra del segon tipus és:
{\displaystyle x(t)=f(t)+\int _{a}^{t}K(t,s)x(s)\,ds.}
Una equació lineal de Volterra del primer tipus sempre es pot reduir a una equació de Volterra lineal del segon tipus, assumint que {\displaystyle K(t,t)\neq 0}.
Prenent la derivada de l'equació de Volterra del primer tipus ens dona:{\displaystyle {df \over {dt}}=\int _{a}^{t}{\partial K \over {\partial t}}x(s)ds+K(t,t)x(t)}Dividint a través de {\displaystyle K(t,t)} s'obté:{\displaystyle x(t)={1 \over {K(t,t)}}{df \over {dt}}-\int _{a}^{t}{1 \over {K(t,t)}}{\partial K \over {\partial t}}x(s)ds}Definint {\textstyle {\widetilde {f}}(t)={1 \over {K(t,t)}}{df \over {dt}}} i {\textstyle {\widetilde {K}}(t,s)=-{1 \over {K(t,t)}}{\partial K \over {\partial t}}} completen la transformació de l'equació del primer tipus en una equació lineal de Volterra del segon tipus.
En la teoria d'operadors, i en la teoria de Fredholm, els operadors corresponents s'anomenen operadors de Volterra. Un mètode útil per resoldre aquestes equacions, el mètode de descomposició d'Adomian, es deu al matemàtic George Adomian (1922-1996).
Una equació integral lineal de Volterra és una equació de convolució si
{\displaystyle x(t)=f(t)+\int _{t_{0}}^{t}K(t-s)x(s)\,ds.}
La funció {\displaystyle K} a la integral s'anomena nucli. Aquestes equacions es poden analitzar i resoldre mitjançant tècniques de transformació de Laplace.

## Història i aplicacions
Les equacions integrals de Volterra van ser introduïdes per Vito Volterra i després estudiades per Trajan Lalescu en la seva tesi de 1908, Sur les équations de Volterra, escrita sota la direcció d'Émile Picard. El 1911, Lalescu va escriure el primer llibre d'equacions integrals.
Les equacions integrals de Volterra troben aplicació a la demografia, a l'estudi de materials viscoelàstics i a la ciència actuarial mitjançant l'equació de renovació.

## Solució numèrica mitjançant el mètode trapezial
Un mètode estàndard per calcular la solució numèrica d'una equació lineal de Volterra del segon tipus és el mètode trapezial, que per a subintervals d'espai iguals a {\displaystyle \Delta x} és donat per:{\displaystyle \int _{a}^{b}f(x)dx\approx {\Delta x \over {2}}\left[f(x_{0})+2\sum _{i=1}^{n-1}f(x_{i})+f(x_{n})\right]}Si se suposa un espai entre iguals dels subintervals, el component integral de l'equació de Volterra es pot aproximar mitjançant:{\displaystyle \int _{a}^{t}K(t,s)x(s)ds\approx {\Delta s \over {2}}\left[K(t,s_{0})x(s_{0})+2K(t,s_{1})x(s_{1})+\cdots +2K(t,s_{n-1})x(s_{n-1})+K(t,s_{n})x(s_{n})\right]}Definint {\displaystyle x_{i}=x(s_{i})}, {\displaystyle f_{i}=f(t_{i})}, i {\displaystyle K_{ij}=K(t_{i},s_{j})}, tenim el sistema d'equacions lineals:{\displaystyle {\begin{aligned}x_{0}&=f_{0}\\x_{1}&=f_{1}+{\Delta s \over {2}}\left(K_{10}x_{0}+K_{11}x_{1}\right)\\x_{2}&=f_{2}+{\Delta s \over {2}}\left(K_{20}x_{0}+2K_{21}x_{1}+K_{22}x_{2}\right)\\&\vdots \\x_{n}&=f_{n}+{\Delta s \over {2}}\left(K_{n0}x_{0}+2K_{n1}x_{1}+\cdots +2K_{n,n-1}x_{n-1}+K_{nn}x_{n}\right)\end{aligned}}}El seu equival a l'equació matricial:{\displaystyle x=f+Mx\implies x=(I-M)^{-1}f}Per als nuclis que es comportin bé, la regla trapezoïdal acostuma a funcionar bé.